# Fehd El Ouali
Fehd El Ouali (Woerden, 1986) is een Nederlandse acteur van Marokkaanse afkomst. Hij heeft hoofdrollen gehad in de televisieserie Hotnews.nl en in de telefilm Hitte/Harara. Daarnaast heeft hij bijrollen gehad in onder andere Deadline, Shouf Shouf!, Spoorloos verdwenen en in Grijpstra en De Gier. El Ouali heeft enige tijd een relatie gehad met Froukje de Both.
Op 10 oktober 2009 is El Ouali in Nieuwkoop aangehouden op verdenking van poging tot doodslag. Hij had bij een caféruzie een man dermate mishandeld dat deze een gebroken oogkas, scheurtjes in zijn kaak en een bloedprop in zijn hersenen opliep. Op 23 april 2010 is El Ouali veroordeeld tot 210 dagen cel, waarvan 106 dagen voorwaardelijk wegens zware mishandeling. Deze celstraf had hij al in voorarrest uitgezeten. Naast de celstraf moet hij een taakstraf van 150 uur uitvoeren en 5500 euro schadevergoeding aan het slachtoffer terugbetalen.